# 最大塑性仕事の原理
最大塑性仕事の原理(さいだいそせいしごとのげんり)とは、ドラッカー(Drucker)が提唱した安定性材料の条件である。
任意の応力場から応力が変化し、元の応力場に戻るサイクルが生じたとき、そのような応力サイクルが発生する原因となる外力がなす仕事は必ず正になる。すなわち、最初の応力状態を{\displaystyle \sigma _{ij}^{a}}、塑性降伏を起こしている時の応力状態を{\displaystyle \sigma _{ij}^{}}、塑性ひずみ増分を{\displaystyle d\varepsilon _{ij}^{p}}とすると、
{\displaystyle (\sigma _{ij}-\sigma _{ij}^{a})\,d\varepsilon _{ij}^{p}\geq 0}
が成り立つ。等号はサイクルが弾性領域内で起こった時成り立つ。
以下の条件は最大塑性仕事の原理の十分条件となる。
1. 塑性ひずみ速度は降伏曲面に直交する。(直交則)
2. 降伏曲面は凸である。